# Tomasz Tywonek
Tomasz Janusz Tywonek (ur. 23 października 1965 w Warszawie) – polski dziennikarz, w latach 1997–1998 rzecznik prasowy rządu Jerzego Buzka.

## Życiorys
Od 1985 studiował historię na Uniwersytecie Warszawskim, ale studiów nie ukończył. Pracował jako dziennikarz w Radiu Solidarność. Na początku lat 90. pełnił funkcję rzecznika prasowego ministra spraw wewnętrznych w rządzie Jana Olszewskiego. Później zatrudniony w PTK Centertel, prowadził w TVP program Ludzie, władza, pieniądze. W 1997 został rzecznikiem prasowym Akcji Wyborczej Solidarność, a następnie po wyborach parlamentarnych w tym samym roku rzecznikiem prasowym gabinetu Jerzego Buzka.
W 1998 rada nadzorcza Telekomunikacji Polskiej wybrała go na członka zarządu tej spółki akcyjnej. W 2007 został doradcą Platformy Obywatelskiej. W 2011 odznaczony Krzyżem Kawalerskim Orderu Odrodzenia Polski
Żonaty, ma troje dzieci.

## Publikacje
- Konfidenci są wśród nas... (pod pseud. Michał Grocki[5]), Warszawa 1992, ISBN 83-85195-87-4